# Rombicosidodecaedro metabidisminuido
En geometría, el rombicosidodecaedro metabidisminuido es uno de los sólidos de Johnson (J81).
Puede construirse a partir de un rombicosidodecaedro, quitándole dos cúpulas pentagonales no opuestas.
Algunos sólidos de Johnson relacionados con este son:
- el rombicosidodecaedro disminuido (J76), al que se ha quitado una cúpula,
- el rombicosidodecaedro parabidisminuido (J80), al que se han quitado dos cúpulas opuestas,
- el rombicosidodecaedro giroide bidisminuido (J82), al que se han quitado dos cúpulas no opuestas y una tercera cúpula es girada 36 grados, y
- el rombicosidodecaedro tridisminuido (J83), al que se han quitado tres cúpulas.

Los 92 sólidos de Johnson fueron nombrados y descritos por Norman Johnson en 1966.